# Downs (Illinois)
Downs es una villa ubicada en el condado de McLean en el estado estadounidense de Illinois. En el Censo de 2010 tenía una población de 1005 habitantes y una densidad poblacional de 148,5 personas por km².

## Geografía
Downs se encuentra ubicada en las coordenadas 40°23′57″N 88°53′28″O / 40.39917, -88.89111. Según la Oficina del Censo de los Estados Unidos, Downs tiene una superficie total de 6.77 km², de la cual 6.77 km² corresponden a tierra firme y (0%) 0 km² es agua.

## Demografía
Según el censo de 2010, había 1005 personas residiendo en Downs. La densidad de población era de 148,5 hab./km². De los 1005 habitantes, Downs estaba compuesto por el 95.22% blancos, el 1.69% eran afroamericanos, el 0.2% eran amerindios, el 0.7% eran asiáticos, el 0% eran isleños del Pacífico, el 0% eran de otras razas y el 2.19% pertenecían a dos o más razas. Del total de la población el 0.9% eran hispanos o latinos de cualquier raza.